# Zygmunt Filip Manowarda
Zygmunt Filip de Jana Manowarda (ur. 5 października 1889 w Czerniowcach, zm. 3 października 1938 w Warszawie) – polski lekarz stomatolog z tytułem doktora, kapitan rezerwy służby zdrowia Wojska Polskiego, specjalista bezpieczeństwa i higieny pracy.

## Życiorys
Zygmunt Filip de Jana Manowarda urodził się 5 października 1889 w Czerniowcach. Pochodził z rodziny polskiej. Kształcił się w C. K. V Gimnazjum w Jarosławiu, C. K. V Gimnazjum we Lwowie. W 1909 zdał egzamin dojrzałości w C. K. VIII Gimnazjum we Lwowie (w jego klasie byli Władysław Dajewski, Tadeusz Kuczyński).
Po zakończeniu I wojny światowej i odzyskaniu przez Polskę niepodległości w 1918 został przyjęty do Wojska Polskiego jako oficer wcześniej służący w armii austro-węgierskiej z zatwierdzeniem stopnia porucznika. Wziął udział w obronie Lwowa w trakcie wojny polsko-ukraińskiej służąc w stopniu porucznika w Szpitalu Technika nr I i w Szpitalu nr II. Później brał udział w wojnie polsko-bolszewickiej, po czym odszedł z wojska w 1921. Został awansowany do stopnia kapitana rezerwy w korpusie oficerów sanitarnych lekarzy ze starszeństwem z dniem 1 czerwca 1919. W 1923, 1924 w stopniu kapitana był przydzielony jako oficer rezerwowy do 2 batalionu sanitarnego w Lublinie. W 1934 w stopniu kapitana rezerwy lekarza był w kadrze zapasowej 10 Szpitala Okręgowego i był wówczas przydzielony do Powiatowej Komendy Uzupełnień Przemyśl.
Ukończył studia medyczne i 1 lutego 1919 uzyskał na Wydziale Lekarskim Uniwersytetu Jana Kazimierza we Lwowie tytuł naukowy doktora wszech nauk lekarskich. Został lekarzem dentystą. Od 1922 do 1931 mieszkał w Zaleszczykach. Był tam lekarzem naczelnym Kasy Chorych oraz lekarzem Korpusu Ochrony Pogranicza (w mieście funkcjonowały wówczas szwadron Kawalerii KOP „Zaleszczyki” i strażnica KOP „Zaleszczyki”). Ponadto prowadził tam gabinet dentystyczny. 26 maja 1930 Sąd Najwyższy wydał rozstrzygnięcie w sprawie zachowania pracownika zakładu stomatologicznego Manowardy podjęto pod jego nieobecność, orzekając że uprawnionym technikom dentystycznym nie wolno leczyć i usuwać zębów. Następnie (1931) pracował w Szpitalu Okręgowym w Przemyślu i wówczas był członkiem Lwowskiej Izby Lekarskiej. Na początku 1932 został lekarzem w Sierakowicach i członkiem Izby Lekarskiej Poznańsko-Pomorskiej. Pracował także w szpitalu w Gdyni. Później był lekarzem w Skarżysku i członkiem Krakowskiej Izby Lekarskiej, skąd w kwietniu 1936 przeniósł się do Warszawy. Został zatrudniony jako lekarz fabryczny w zakładach przemysłu wojennego. Wówczas zaangażował się w dziedzinie bezpieczeństwa i higieny pracy i pioniersko inicjował współpracę na linii służby lekarskiej ze światem inżynierskim. Był kierownikiem Lekarskiej Inspekcji Pracy. Pełnił stanowisko Naczelnego Lekarza Państwowych Zakładów Inżynierii. Jako delegat Ministerstwa Spraw Wojskowych brał udział w Pierwszej Międzynarodowej Konferencji Bezpieczeństwa Pracy zorganizowanej w dniach 26–28 kwietnia 1937 w Amsterdamie, gdzie wygłosił referat pt. Organizacja bezpieczeństwa i higieny pracy w fabrykach samochodów w Polsce. W 1937 jako przedstawiciel MSWoj. był przewodniczącym ogólnych norm bezpieczeństwa Sekcji Technicznej Komisji Bezpieczeństwa Pracy przy Ministerstwie Opieki Społecznej. U schyłku życia sprawował stanowisko naczelnego lekarza Inspekcji Pracy w Ministerstwie Opieki Społecznej. Był autorem artykułów dotyczących bhp, publikowanych w czasopiśmie fachowym „Przegląd Bezpieczeństwa Pracy”.
Pod koniec życia chorował odczuwając także skutki ran z okresu działań wojennych. Zmarł 3 października 1938 w Warszawie w wieku 48 lat. Został pochowany 7 października 1938 na Cmentarzu Wojskowym na Powązkach w Warszawie (kwatera A 17-8-6).
Był żonaty, miał siostrę. Jego żoną została Irena z domu Pielecka, pochodząca z Sierakowic. Jego krewną była Wanda Manowarda, pracująca z nim w Zaleszczykach.
W Wojsku Polskich służył także podpułkownik żandarmerii Zygmunt Jan de Jana Manowarda (ur. 1884).

## Ordery i odznaczenia
- Krzyż Walecznych[11][3].
- Odznaka Honorowa „Orlęta”[11][3].